# سراغة مبيضة
السراغة المبيضة (باللاتينية: Crepis albida) نوع نباتي يتبع جنس السراغة من الفصيلة النجمية.

## الموئل والانتشار
موطنها المغرب العربي وإسبانيا وفرنسا وإيطاليا.

## مرادفات للاسم العلمي
- (باللاتينية: Barkhausia albida (Vill.) Cass)